# Сугутский мост
Сугу́тский мо́ст (чув. Сӑкӑт кӗперӗ) — автодорожный мост через реку Сугутку в городе Чебоксары. Связывает улицу Зои Космодемьянской и улицу Юлиса Фучика.

## История
Сугутский мост заложен в 1978 году, построен 6 ноября 1981 года, а открыт 10 ноября. Изначально его длина составляла 273 метра. Строительство моста значительно сократило путь жителям Чапаевского посёлка в центр города.
Закрыт на реконструкцию в 2019 году и вновь открыт в 2020 году: торжественное открытие первой очереди моста планировалось ко Дню города 15 августа, но было отложено; открыт 3 сентября. Стоимость реконструкции составила 181,1 млн рублей.